# تشن سزو-يوان
تشن سزو-يوان (بالصينية: 陈诗园) (من مواليد 7 فبراير 1981) هو لاعب نبالة من تايوان.
شارك في دورة الألعاب الآسيوية 2006 في الدوحة، قطر.

## روابط خارجية
- تشن سزو-يوان على موقع الاتحاد الدولي للرماية بالسهام (الإنجليزية)
- تشن سزو-يوان على موقع أوليمبيديا (الإنجليزية)